# Puigsaguàrdia
El Puigsaguàrdia és una muntanya de 821 metres que es troba al municipi de l'Esquirol, a la comarca d'Osona.